# جورج واشنطن جوليان
جورج واشنطن جوليان (بالإنجليزية: George Washington Julian)‏ هو محامي وسياسي أمريكي، ولد في 5 مايو 1817 في الولايات المتحدة، وتوفي في 7 يوليو 1899 في نفس البلد. حزبياً، نشط في حزب اليمين والحزب الجمهوري. وقد انتخب عضو مجلس نواب إنديانا وانتخب عضو مجلس النواب الأمريكي.

## روابط خارجية
- جورج واشنطن جوليان على موقع الموسوعة البريطانية (الإنجليزية)